# Joo Hyun-jung
Dans ce nom, le nom de famille, Joo, précède le nom personnel.
Joo Hyun-jung est une archère sud-coréenne née le 3 mai 1982.

## Palmarès
- Jeux olympiques de 2008 à Beijing
  -  Médaille d'or au concours par équipes
- Championnats du monde de tir à l'arc 2009 à Ulsan (Corée du Sud)
  -  Médaille d'or à l'épreuve classique individuelle
  -  Médaille d'or à l'épreuve classique par équipe